# 氣象學報 (中國)
《气象学报》创刊于1925年，是中国大陆基础科学类双月刊，编辑部位于北京市。此刊物由中国气象学会主办。
《气象学报》在2018年被中华人民共和国国家新闻出版广电总局新闻报刊司评为2017年全国“百强报刊”。